# 5609 Stroncone
5609 Stroncone este un asteroid din centura principală, descoperit pe 22 martie 1993, de Antonio Vagnozzi.